# Stylopoda
Stylopoda is een geslacht van vlinders van de familie Uilen (Noctuidae), uit de onderfamilie Cuculliinae.

## Soorten
- S. anxia Smith, 1908
- S. aterrima Grote, 1879
- S. cephalica Smith, 1891
- S. groteana Dyar, 1903
- S. modestella Barnes & McDunnough, 1918
- S. sexpunctata Barnes & McDunnough, 1916